# Francova Lhota
Francova Lhota là một làng thuộc huyện Vsetín, vùng Zlínský, Cộng hòa Séc.